# Amour Patrick Tignyemb
Amour Patrick Tignyemb (14 de junho de 1985) é um futebolista profissional camaronês que atua como goleiro.

## Carreira
Amour Patrick Tignyemb representou a Seleção Camaronesa de Futebol, nas Olimpíadas de 2008. 